# Riesending
Riesending (niem. Riesending-Schachthöhle) – najdłuższa i najgłębsza jaskinia Niemiec, położona w Alpach Berchtesgadeńskich, w pobliżu miejscowości Berchtesgaden, przy granicy niemiecko-austriackiej. Wejście do niej znajduje się w masywie Untersberg na wysokości 1843 m n.p.m. Niektóre części jaskini są słabo zbadane i udokumentowane. Długość odkrytych dotychczas korytarzy wynosi 20 250 metrów, a jej deniwelacja 1149 metrów.

## Opis
Za niewielkim otworem wejściowym zaczyna się ciąg pionowych studni o głębokości 350 metrów. Dochodzą one do kilku poziomych korytarzy z płynącym potokiem. Jest to pierwszy poziom jaskini. Odchodzi stąd kolejny ciąg pionowych studni o głębokości 450 metrów. Doprowadza on do drugiego poziomu jaskini. Jest tu rozgałęziony system poziomych i idących w dół korytarzy z podziemnym jeziorem, wodospadami, potokami i studniami. Dno jednej z tych studni jest najniżej położonym miejscem w jaskini.

## Historia
Jaskinia odkryta została przez niemieckich grotołazów Hermanna Sommera i Ulricha Meyera w 1995 roku. W 2003 roku osiągnięto w niej głębokość 400 metrów, a w 2008 roku 1056 metrów. W 2009 roku odkryto wiele korytarzy na drugim poziomie jaskini. Do 2018 roku zbadano w jaskini korytarze o długości 20 250 metrów.
W 2014 roku w jaskini miał miejsce wypadek grotołaza, po którym przeprowadzono operację wydobycia go z głębokości ponad 1000 m. Akcja, w której udział brało ponad 700 osób trwała 5 dni i zakończyła się sukcesem. Po wypadku w wejściu do jaskini umieszczono kratę, aby zapobiec wchodzeniu do niej osób niepowołanych. Wstęp do niej mają tylko wyprawy speleologiczne.